# La leyenda del Rey Errante
La leyenda del Rey Errante es el séptimo libro de Laura Gallego García. Publicado por Editorial SM en 2003.

## Resumen
«La leyenda del Rey Errante» toma como escenario el desierto y una serie de imaginarios reinos beduinos. Recrea la sociedad de los reinos del desierto y su gran amor por la poesía, ya que la novela comienza con una serie de concursos de casidas, las poesías de los hombres del desierto y está escrita en clave poética teniendo una historia original.
Personajes:
Walid ibn Huyr:Príncipe de Kinda, era Hermoso,bello,gentil y elegante antes de ser corromperse de 
ira y amargura.
Rey Huyr: Era el rey de Kinda y era una persona pensativa y sincera.
Hakim: una rata, rencoroso, asesino y ex rawi de Walid.
Hammad: el principal enemigo de Walid. Era humilde y excelente tejedor de alfombras, 
a la vez un gran poeta, pero no sabía ni leer y escribir.
Amir: Es el hijo de Hammad (se vuelve bandolero si se pone el sobrenombre de "Sayf"
que significa "sable")
Hasan: Segundo hijo de Hammad (este se vuelve pastor)
Rashid: Tercer hijo de Hammad (este se vuelve comerciante)
Zahra: es la compañera sentimental de Walid.
Viejito del turbante rojo: Era el Jinn de Walid.

La novela ganó el Premio Barco de Vapor 2001.[cita requerida]